# Paris–Roubaix 1922

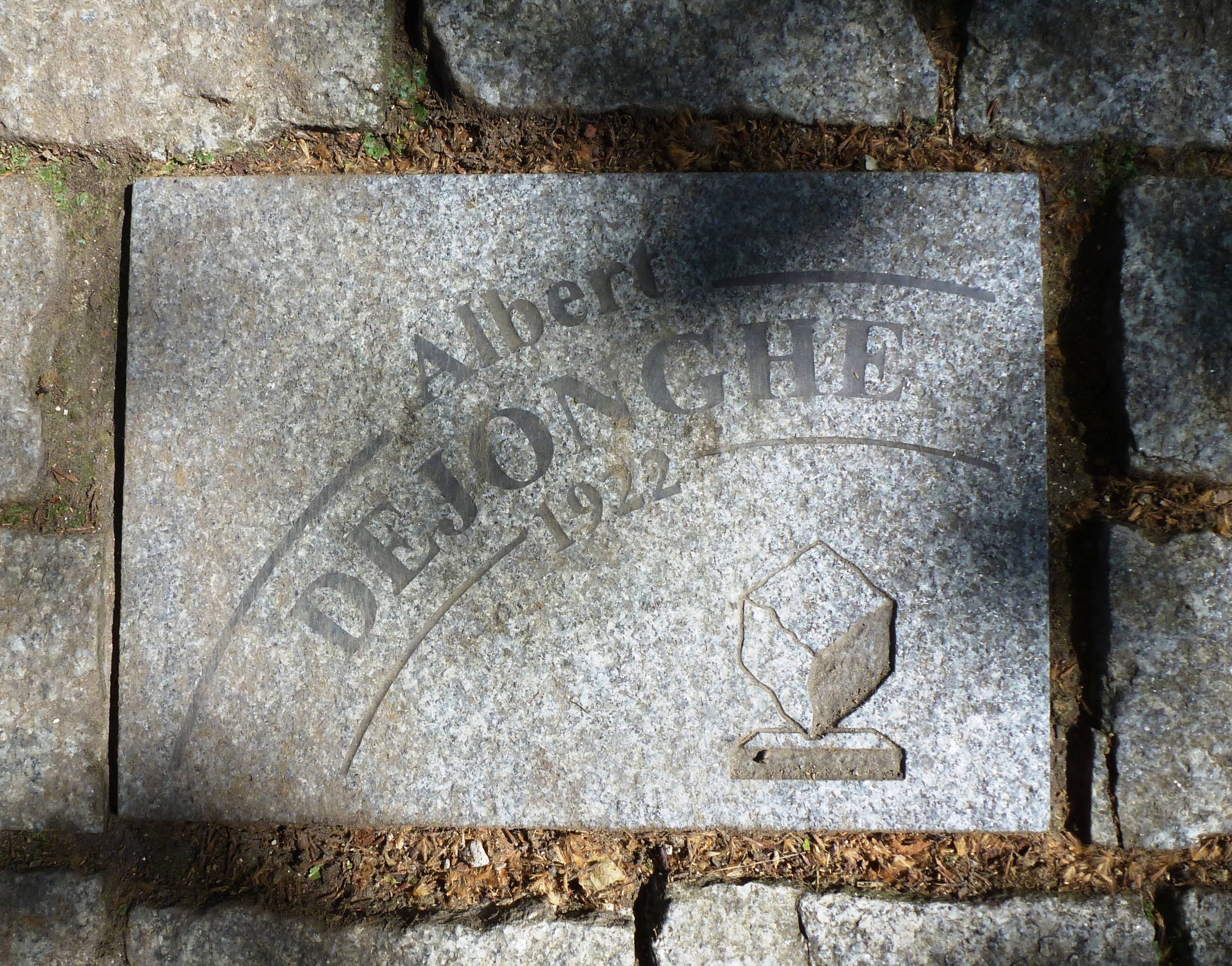
Pflasterstein für Albert Dejonghe auf der Allée Charles Crupelandt in Roubaix

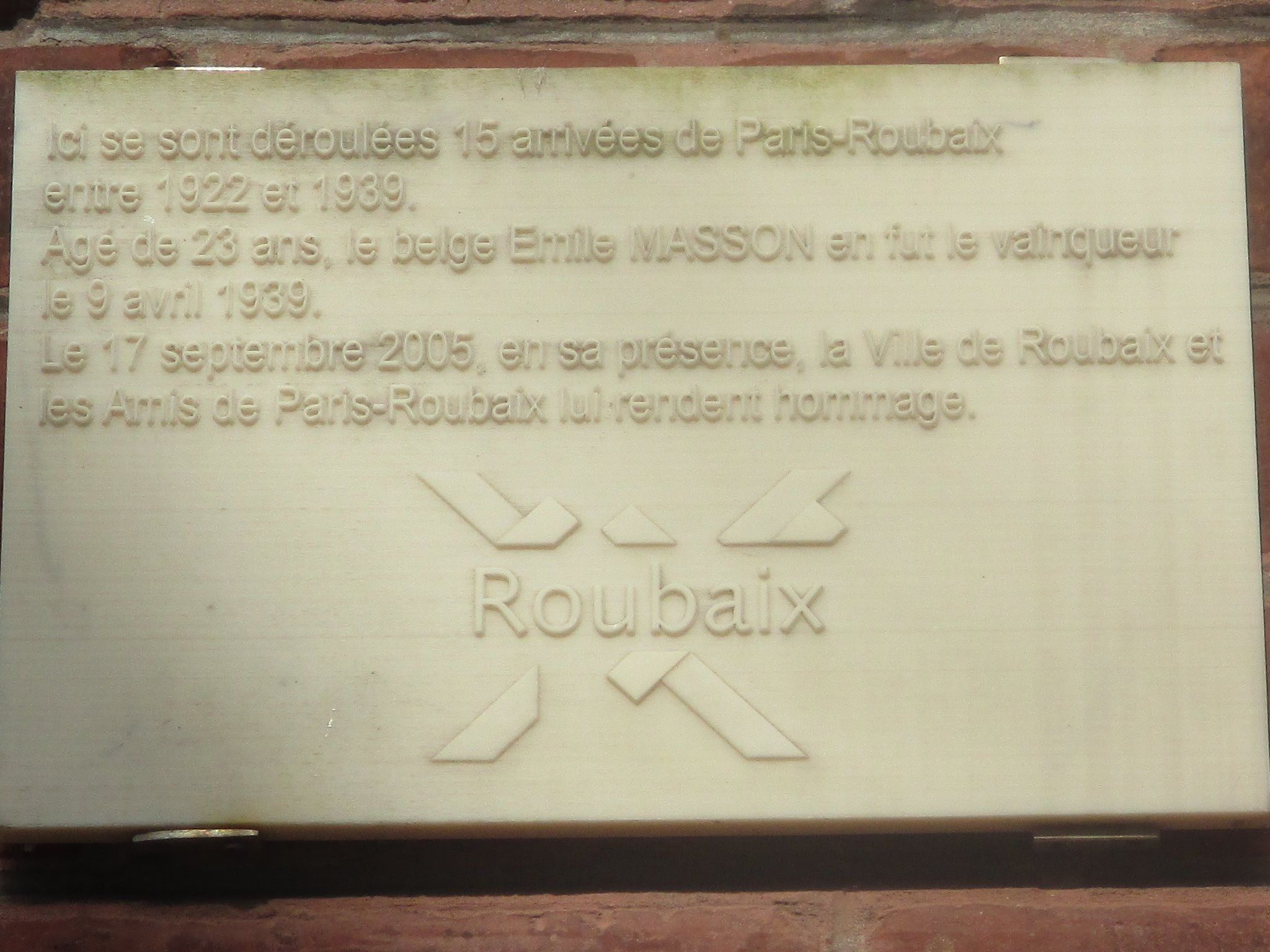
Erinnerungsplakette auf Höhe der Ziellinie in Roubaix

Das Eintagesrennen Paris–Roubaix 1922 war die 23. Austragung des Radsportklassikers und fand am Sonntag, den 16. April 1922, statt. Die Ankunft war erstmals in der Avenue Gustave Delory in Roubaix, wo heute am Haus Nr. 37 eine Plakette an das Ereignis erinnert.
Das Rennen ging von Suresnes aus über 262 Kilometer. 148 Rennfahrer starteten, von denen sich 81 platzieren konnten. Der Sieger Albert Dejonghe absolvierte das Rennen mit einer Durchschnittsgeschwindigkeit von 33,66 km/h.
Henri Pélissier, zweifacher Paris-Roubaix-Sieger, dominierte das Rennen in den ersten Stunde. Er versäumte es aber, genug zu essen, bekam einen Hungerast und fiel auf den zehnten Platz zurück. Hinter Arras attackierte Albert Dejonghe und setzte sich allein ab. Der Sieg bei diesem Rennen war der größte Erfolg seiner gesamten Laufbahn.